# Varmestrøm
Hvis temperaturen på hver sin side af en skillevæg er forskellig, vil der foregå en varmeledning eller varmestrøm gennem adskillelsen fra den varme til kolde side.
Ligningen for varmestrøm igennem en væg:
{\displaystyle \Phi \,\!=U\times \,\!A\times \,\!(T_{1}-T_{2})}
kan også skrives som
{\displaystyle \Phi \,\!=U\times \,\!A\times \,\!\Delta \,\!T}
kan også skrives som
{\displaystyle \Phi \,\!={\frac {k}{S}}\times \,\!A\times \,\!\Delta \,\!T}
hvor

{\displaystyle \Phi \,\!} er varmestrømmen
{\displaystyle U\,} er transmissionskoefficienten (U-værdi, W/(m2 K))
{\displaystyle k\,} er materialets specifikke varmeledningsevne (W·m−1·K−1)
{\displaystyle A\,} er arealet
{\displaystyle \Delta \,\!T} er temperaturforskellen {\displaystyle (T_{1}-T_{2})\,} (dette tal skal være positivt, da en forskel i temperaturen ikke kan være negativ)
{\displaystyle S\,} er skillevæggens tykkelse.
Da der ikke ophobes energi i selve væggen, så må den energimængde, der strømmer gennem de respektive materialer, være lig med den energimængde, der strømmer gennem den samlede flade. Betegnes denne Φ, så vil der gælde
{\displaystyle \Delta \,\!T={\frac {\Phi \,\!}{U\times \,\!A}}}
Udnyttes tilsvarende udtryk for de respektive materialer, så vil der ved indsættelse i udtrykket for temperaturfaldene opnås, at
{\displaystyle {\frac {\Phi \,\!}{U\times \,\!A}}={\frac {\Phi \,\!}{U_{1}\times \,\!A}}+{\frac {\Phi \,\!}{U_{2}\times \,\!A}}}
Af dette udtryk kan den samlede vægs U-værdi således beregnes ved
{\displaystyle {\frac {1}{U}}\,\!={\frac {1}{U_{1}}}\,\!+{\frac {1}{U_{2}}}\,\!}

## Eksempel
En ydermur består af 108 mm teglsten: 0,5 {\displaystyle W/(m^{2}K)}, 142 mm isolering: 0,03 {\displaystyle W/(m^{2}K)} og 100 mm letbeton: 0,15 {\displaystyle W/(m^{2}K)}.
{\displaystyle {\frac {1}{U}}\,\!={\frac {0,108}{0,5}}\,\!+{\frac {0,142}{0,03}}\,\!+{\frac {0,100}{0,15}}\,\!=5,62}
{\displaystyle U={\frac {1}{5,62}}\,\!=0,178W/(m^{2}K)}
Er muren eksempelvis 8 x 2,5 m og temperaturforskellen 15 °, så vil varmestrømmen blive 53,4 W.

## Eksterne Henvisninger
- formel.dk Arkiveret 12. juli 2006 hos  Wayback Machine
- ISBN 87-00-46534-8

| Fysik | Spire Denne artikel om fysik er en spire som bør udbygges. Du er velkommen til at hjælpe Wikipedia ved at udvide den. |